# Epipogiinae
De Epipogiinae vormen een subtribus van de Nervilieae, een tribus van de orchideeënfamilie (Orchidaceae).
De naam is afgeleid van het geslacht Epipogium.
Het zijn alle achlorofiele orchideeën (epiparasieten) die voorkomen in schaduwrijke bossen. Het gynostemium van deze planten is meer dan half zo lang als de petalen of kroonbladeren en gevleugeld.
De subtribus omvat drie geslachten met naargelang de auteur 5 tot 15 soorten.
Slechts één soort, de spookorchis (Epipogium aphyllum), is inheems in Europa.

## Geslachten
- Geslachten: 
  - Epipogium
  - Silvorchis
  - Stereosandra